# Косвей, Ричард
Ричард Косвей (англ. Richard Cosway; 1742 — 1821) — английский художник-портретист эпохи Регентства, известный своими миниатюрами. Его жена Мария тоже была художницей, близким другом которой был Томас Джефферсон.

## Биография
Родился 5 ноября 1742 года в городе Тивертон, графство Девон, в семье учителя.
Первоначальное образование получил в местной школе Blundell's School. В возрасте двенадцати лет родители разрешили Риарду отправиться в Лондон для обучения живописи. Здесь в 1754 году Косвей выиграл приз общества Society of Artists и в 1760 году начал писать профессионально. Уже в 20 лет он выставлял свои первые работы и вскоре стал весьма востребован. Художник был одним из первых ассоциированных членов Королевской академии художеств (с августа 1770 года), став её действительным членом в марте следующего года.
Умер 4 июля 1821 года в Лондоне. Был похоронен на кладбище St Marylebone Churchyard в Вестминстере.
На аукционе, организованном после смерти художника, сэр Джон Соун купил более 30 его работ. Среди учеников Косвея был художник Andrew Plimer.

### Личная жизнь
18 января 1781 года Ричард Косвей женился на английской художнице итальянского происхождения Марии Хэдфилд. Мария также была музыкантом и специалистом в области образования девочек. Ею восхищался Томас Джефферсон, осуждавший при этом брак с мужчиной почти на двадцать лет старше её. В 1784 году семья Косвей переехала в дом Schomberg House на улице Пэлл-Мэлл, который превратился в модный салон лондонского общества. В 1791 году они переехали в большой дом на площади Stratford Place. Ричард Косвей был распутником и неоднократно ей изменял, поэтому брак их был недолгим.
В конце своей жизни Косвей страдал от психического расстройства и провел некоторое время в различных лечебных учреждениях.

## Работы
Косвей создал множество миниатюр важных особ и аристократов своего времени, включая Георга IV, Мэри-Анну Фицгерберт, Жанна Дюбарри, Людовика XV и других. Многие из этих работа выгравировал Роберт Поллард.

Некоторые работы
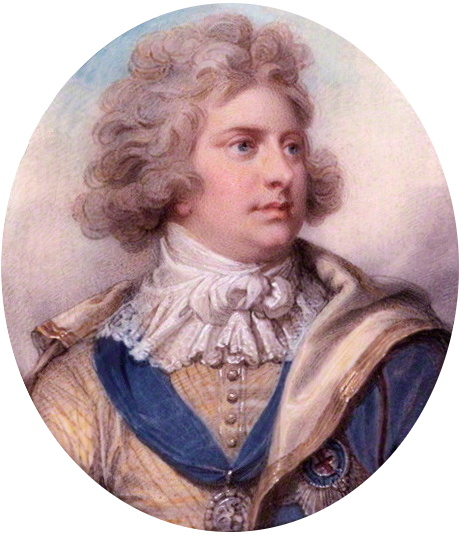
Георг IV
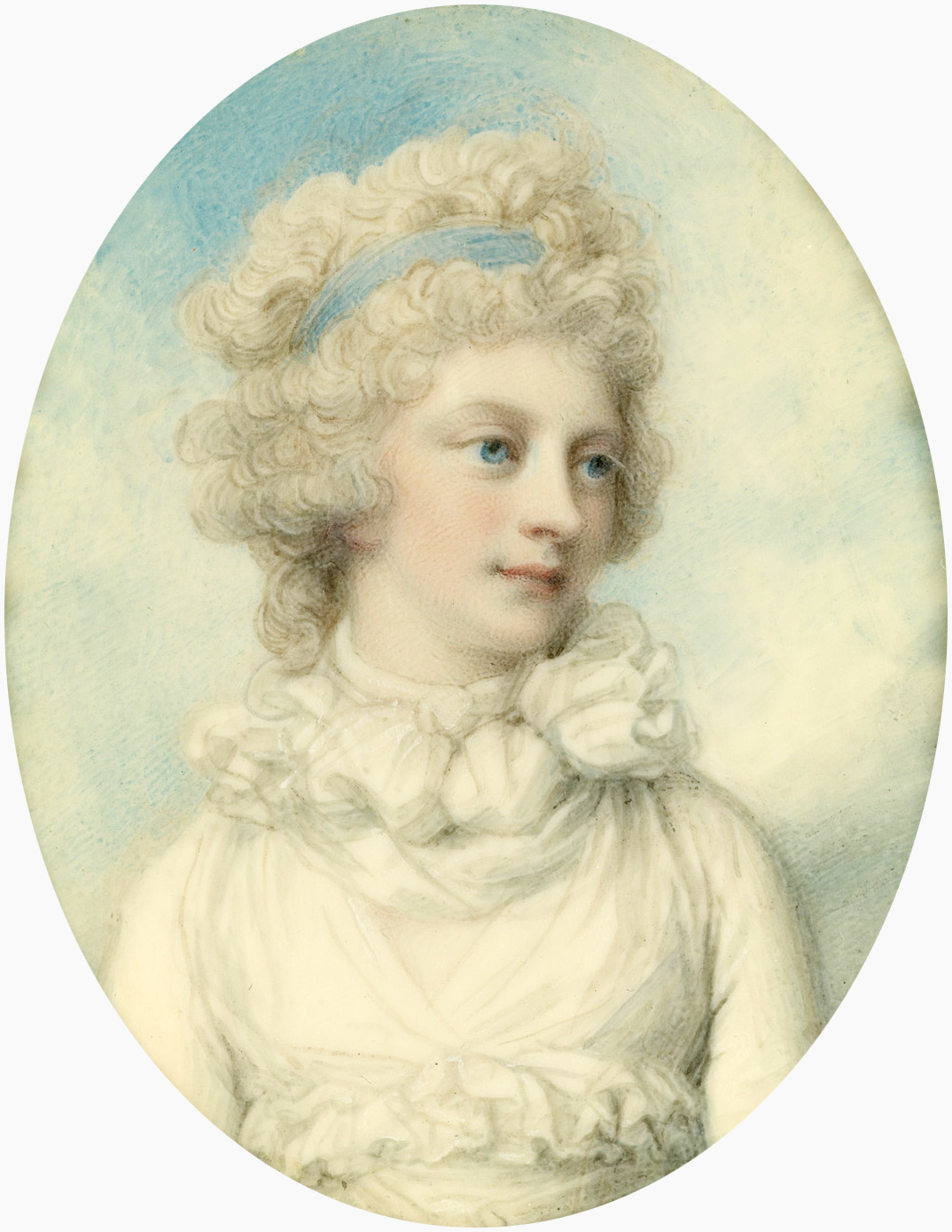
София Великобританская
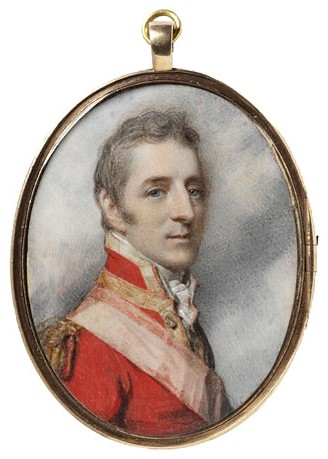
Артур Уэлсли, герцог Веллингтон
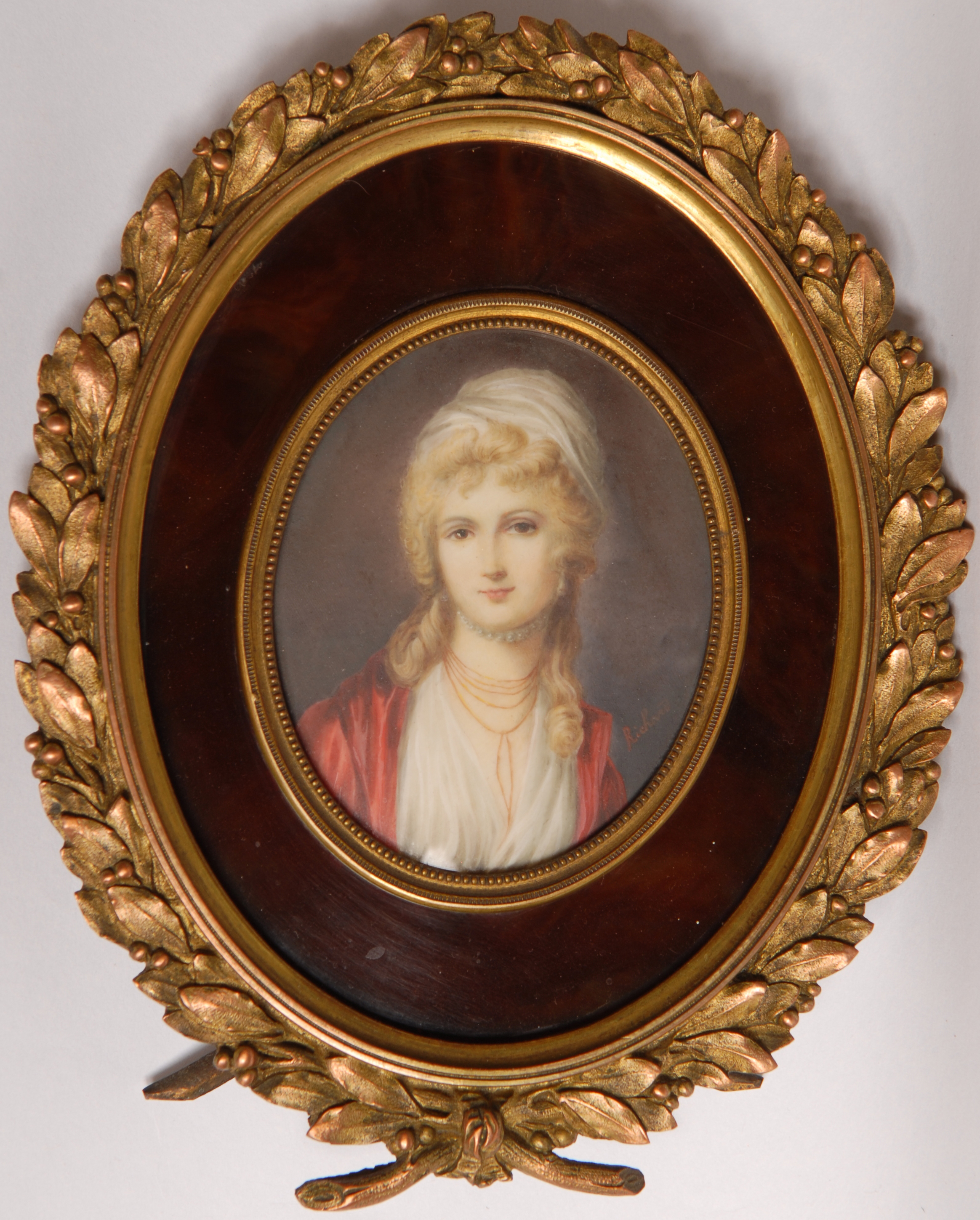
Августа Мюррей, супруга Августа Фредерика, герцога Сассекского

## Память
- В 1995—1996 годах в лондонской Национальной портретной галерее прошла выставка под названием «Ричард и Мария Косвей: художники вкуса и моды эпохи Регентства» (англ. Richard and Maria Cosway: Regency Artists of Taste and Fashion), на которой было представлено порядка 250 работ супругов.[3][4]

## Образ в кино
- «Джефферсон в Париже» (1995)